# Fissurellinae
La subfamilia Fissurellinae, es un tipo de moluscos gasterópodos marinos de la familia Fissurellidae. Estas incluyen a las conocidas comúnmente como lapas ojo de cerradura y las lapas hendidas.
De las tres familias de Fissurellidae que existen actualmente, la subfamilia Fissurellinae es la que evolucionó más recientemente, habiéndose registrado las primeras especies en el Cenozoico.
Los siguientes géneros de esta subfamilia se caracterizan por tener un cuerpo que tiende a ser más grande que la concha.
- Amblichilepas
- Dendrofisurella
- Medusafisurella

A veces se han confundido con géneros de la tribu Emarginulini de la familia Fissurellideini.
Otros géneros incluyen:
- Altrix
- Clathrosepta
- Cornisepta
- Cosmetalepas
- Dendrofissurella
- Elegidion (sinónimo de Diodora JE Gray, 1821 )
- Fissurella
- Laevinesta
- Lucapina
- Macroschisma
- Manganesepta
- Montfortula
- Montfortulana
- Parmaphoridea
- Parmophoridea
- Profundisepta

Las características que los distinguen de la subfamilia Emarginulidae son las siguientes:
- la placa raquídea de la rádula tiene una base ancha y una punta estrecha
- el diente lateral externo en la rádula es tan largo que está alineado con los dientes laterales de la fila de arriba
- el músculo de la concha carece de un proceso en forma de gancho dirigido hacia adentro.

Sin embargo, la filogenia molecular ha demostrado que Fissurellinae (se examinaron los géneros Diodora y Fissurella ) es parafilético con respecto a Emarginulinae. Esto es algo sorprendente, ya que generalmente se acepta que la subfamilia Emarginulinae (conchas con una hendidura abierta) es basal para la subfamilia Fissurellinae (conchas con una abertura apical).